# Callobius claustrarius
Callobius claustrarius és una espècie d'aranya araneomorfa de la família Amaurobiidae. Els mascles d'aquesta espècie aconsegueixen els 8 mm, mentre que les femelles els 11 mm. El prosoma i les potes són de color cafè vermellós, l'opistosoma és de color gris fosc, amb una estesa zona cafè, que al seu torn posseeix línies cafè clar.
Els adults es poden trobar tant a la tardor com a la primavera. És una espècie del paleàrtic. A Europa es troba en regions muntanyenques, especialment sota roques en vells boscos. Es pot considerar una espècie rara.
La seva subespècies balcanicus (Drensky, 1940) es troba únicament a Bulgària.